# Confrérie Chin

Sceau de la Confrérie Chin.

La Confrérie Chin (CB) est une alliance militaire et politique entre plusieurs organisations ethniques armées actives dans l'État Chin, en Birmanie. Formée le 30 décembre 2023 pendant la guerre civile birmane, l'alliance a pour objectif déclaré de favoriser la collaboration concernant les affaires de l'État Chin et de la communauté ethnique chin. L'alliance est créée par les forces de défense locales du peuple chins, qui estiment que la création de la Constitution du Chinland, du Conseil du Chinland et de l'État du Chinland "ne respectait pas les normes démocratiques, manquait d'égalité et ne parvenait pas à représenter et à refléter l'unité de l'ensemble du groupe ethnique chin."

## Conflits avec d'autres groupes chins
Le 31 janvier 2024, les CDF-Mara, CDF-Paletwa, CDF-Thantlang, CDF-Zophei, CDF-Lautu et CDF-Senthang, aux côtés de l'Armée nationale Chin (CNA), lancent une offensive contre la Force de défense du Maraland (MDF), membre de la Confrérie Chin, après que la MDF ait tué un soldat de la CNA et détenu plusieurs soldats des CDF-Mara. Un mois plus tard, la MDF et la CNA s'affrontent dans le canton de Paletwa, près de la frontière entre l'État Chin et l'État de Rakhine.
Début mai, après la prise de la ville de Kyindwe par la Confrérie Chin, l'alliance accuse le Conseil du Chinland et le Front national Chin (en) (CNF) de tenter de profiter du conflit dans l'État Chin pour occuper la ville et étendre leur contrôle territorial. Dans la même déclaration, elle exhorte le CNF à attaquer en priorité Hakha, la capitale de l'État Chin, et avertit que l'alliance ripostera si les affrontements se poursuivent. La Force de défense du Chinland-Matupi (Brigade 2), membre du Conseil du Chinland, condamne ces accusations.

## Adhésion

### Membres fondateurs
- Organisation nationale Chin (Force de défense nationale Chin)
- Conseil national Chin (Force de défense du Chinland-Mindat (en))
- Union fédérale Zomi (Forces de défense de Zoland (en))

### Membres ultérieurs
- Comité territorial de Mara (Force de défense de Maraland)
- Force de défense du Chinland-Matupi (en) (Brigade 1)
- Force de défense du Chinland-Kanpetlet (en)